# Sofanyama Bridge
Die Sofanyama Bridge (andere Schreibweisen: Sofaniama Bridge und Sofa Nyama Bridge sowie Pakali-Ba Bridge) ist eine Straßenbrücke im westafrikanischen Staat Gambia. Die rund 50 Meter lange Brücke überspannt den Sofaniama Bolong bei Pakali Ba und überführt die South Bank Road. Der Sofaniama Bolong stellt auch die Grenze zwischen der Lower River Region und der Central River Region dar.
Im Jahr 2006 wird vom schlechten Zustand der Brücke berichtet.